# Sabá
Sabá è un comune dell'Honduras facente parte del dipartimento di Colón.